# Mimosa digitata
Mimosa digitata är en ärtväxtart som beskrevs av George Bentham. Mimosa digitata ingår i släktet mimosor, och familjen ärtväxter. Inga underarter finns listade i Catalogue of Life.